# Луї Жуль Трошю
Луї Жуль Трошю (фр. Louis Jules Trochu; 12.03.1815, острів Бель-Іль — 07.10.1896, Тур) — французький воєначальник і політичний діяч, голова Уряду національної оборони Франції (Gouvernement de la Défense nationale) під час Франко-прусської війни 1870—1871 років ( 04.09.1870 — 13.02.1871). Генерал.
У 1859 брав участь в Італійській кампанії і відзначився при Сольферіно. У 1867 випустив книгу «L'armée française» з різкою критикою порядків, що існували у французькій армії. У Франко-прусській війні після перших серйозних поразок був призначений військовим губернатором Парижа та начальником армії, що захищала столицю. Після Седана і падіння імперії Наполеона III, на пропозицію Гамбетти, вся влада зосереджена була в руках Трошю, обраного президентом уряду національної оборони. У 1872 Трошю подав у відставку і відійшов від державної діяльності.

## Біографія

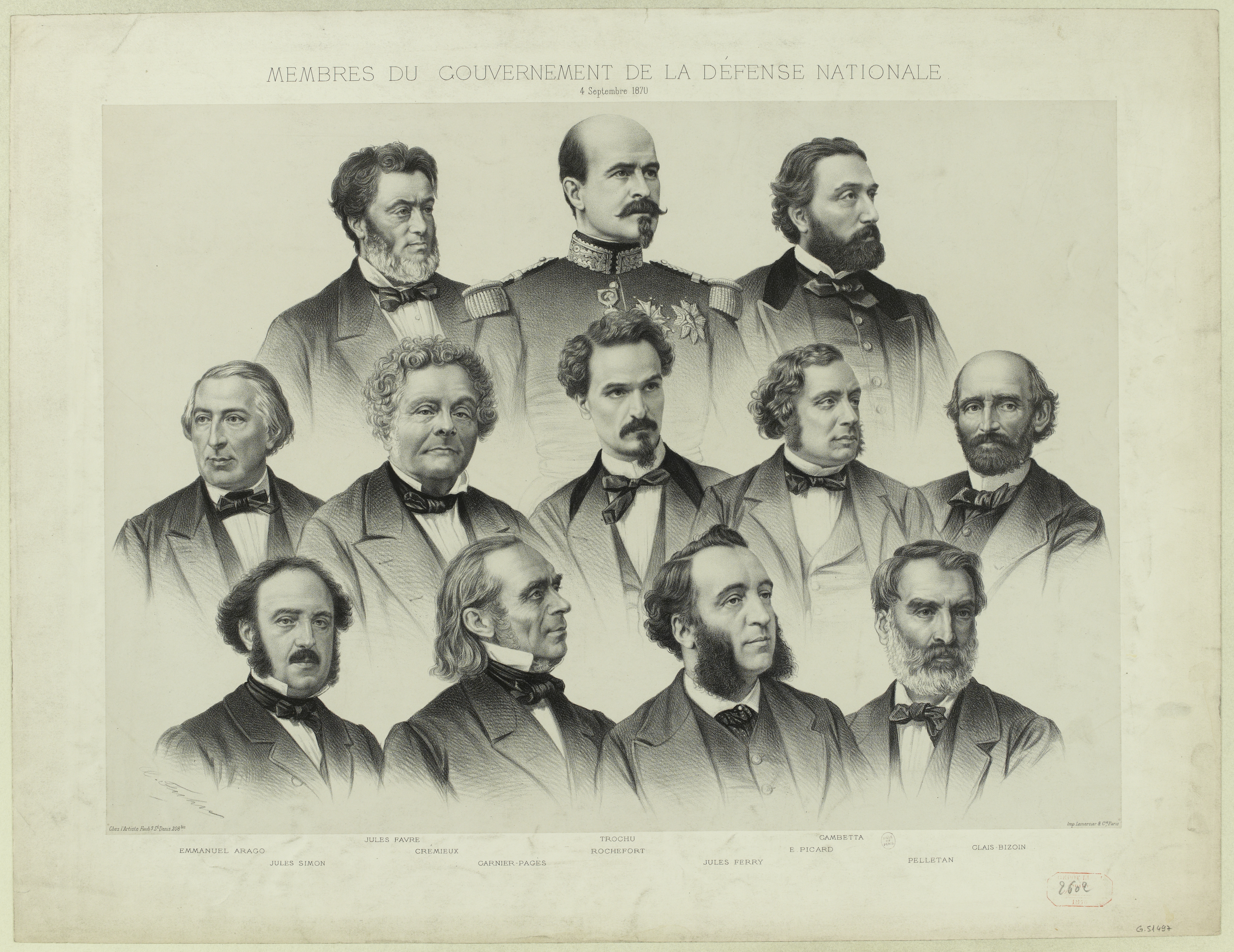

Луї Жюль Трошю народився на острові Бель-Іль. Здобув військову освіту в школі Сен-Сір, в 1837 році був направлений в школу Генерального штабу. У 1840 році — лейтенант, в 1843 — капітан.
Брав участь у завоюванні Алжиру; ад'ютант генерала де Ламорісьєра, потім маршала Бюжо, а під час Кримської війни — маршала Сент-Арно і генерала Канробера.
Як генерал, командир 2-ї дивізії брав участь у австро-італо-французькій війні.
Автор критичного огляду «Французька армія в 1867», в якому вказував на прийняття прусської військової системи як єдиний можливий засіб подолання недоліків.
На початку війни з Пруссією прийняв під командування 12-у дивізію, потім призначений комендантом Париж. Після отримання в столиці звісток про Битву при Седані і початку Вересневої революції, Трошю очолив уряд Франції. Намагався організувати оборону країни проти німців. В умовах, що загрожували неминучою поразкою (після укладання перемир'я з противником 28 січня), у лютому 1871 пішов у відставку.

## Праці
- L'Armée française en 1867
- Pour la vérité et pour la justice
- L'Armée française en 1879
- Œuvres posthumes

## Нагороди
- Орден Почесного легіону
  - Великий офіцер (12 серпня 1861)
  - Командор (22 вересня 1855)
  - Офіцер (9 серпня 1854)
  - Кавалер (2 січня 1844)
- Медаль Італійської кампанії 1859
- Колоніальна медаль з планкою «Алжир»
- Кавалер ордена Леопольда (Бельгія)
- Великий офіцер Орден Святих Маврикія і Лазаря
- Великий офіцер Савойського військового ордена (Сардинія)
- Командор ордена Святого Григорія Великого (Святий Престол)
- Кавалер ордена Лазні (Велика Британія)
- Кримська медаль, 4 планки (Велика Британія)